# 蒙顶黄芽
蒙顶黄芽是芽形黄茶之一，产于四川省雅安市蒙顶山。 形状扁秀，芽匀整多毫，色泽嫩黄。蒙顶山是著名的茶叶产区，有诸多品种，民国初年以生产黄芽为主，蒙顶黄芽就成为蒙顶茶的代表。